# Botola 1 Pro 2023-2024
La Botola 1 Pro 2023-2024, anche nota come Botola Pro Inwi per motivi di sponsorizzazione, è stata la 68ª edizione della massima divisione del massimo campionato marocchino di calcio. Il campionato è iniziato il 25 agosto 2023 ed è terminato il 14 giugno 2024.
La squadra campione in carica è il FAR Rabat. Il campionato è stato vinto dal Raja Casablanca, al suo tredicesimo titolo nazionale.

## Stagione

### Novità
Dalla stagione precedente sono state retrocesse in Botola 2 Ol. Khouribga e Difaâ El Jadida, ultime due classificate in campionato. Al loro posto, dalla Botola 2 sono state promosse Renaissance Zemamra e Youssoufia Berrechid, rispettivamente prima e seconda classificata dell'edizione 2022-2023.

### Formula
Le 16 squadre partecipanti giocano un girone all'italiana con partite di andata e ritorno, per un totale di 30 giornate. Al termine della stagione, le prime due classificate accedono alla CAF Champions League 2024-2025, mentre la squadra classificatasi al terzo posto accede alla Coppa della Confederazione CAF 2024-2025, quella giunta al quarto posto accede alla Champions League araba 2024 e le ultime due retrocedono nella Botola 2 Pro 2024-2025.

## Squadre partecipanti
| Squadra                   | Città      | Stadio                 | Capienza |
| ------------------------- | ---------- | ---------------------- | -------- |
| Chabab Mohammedia         | Mohammédia | Stadio El Bachir       | 11 000   |
| FAR Rabat                 | Rabat      | Stadio Moulay Abdellah | 60 000   |
| FUS Rabat                 | Rabat      | Stadio del FUS         | 15 000   |
| Hassania Agadir           | Agadir     | Stadio Adrar           | 45 480   |
| IR Tanger                 | Tangeri    | Stadio di Tangeri      | 45 000   |
| Jeunesse Sportive Soualem | Soualem    | Stadio municipale      |          |
| Maghreb Fès               | Fès        | Stadio di Fès          | 45 000   |
| Moghreb Tétouan           | Tétouan    | Saniat Rmel            | 15 000   |
| Mouloudia Oujda           | Oujda      | Stadio d'onore         | 35 000   |
| Olympique Safi            | Safi       | Stadio El Massira      | 15 000   |
| Raja Casablanca           | Casablanca | Stadio Mohamed V       | 67 000   |
| RS Berkane                | Berkane    | Stadio municipale      | 15 000   |
| Renaissance Zemamra       | Zemamra    | Stade Ahmed Choukri    | 2 500    |
| Union Touarga             | Rabat      | Stadio El Barid        | ?        |
| Wydad Casablanca          | Casablanca | Stadio Mohamed V       | 67 000   |
| Youssoufia Berrechid      | Berrechid  | Stadio municipale      | 5 000    |

## Classifica
|  | Pos. | Squadra              | Pt | G  | V  | N  | P  | GF | GS | DR  |
|  | ---- | -------------------- | -- | -- | -- | -- | -- | -- | -- | --- |
|  | 1.   | Raja Casablanca      | 69 | 30 | 21 | 9  | 0  | 52 | 15 | +37 |
|  | 2.   | FAR Rabat            | 68 | 30 | 22 | 5  | 3  | 65 | 22 | +43 |
|  | 3.   | RS Berkane           | 52 | 30 | 14 | 10 | 6  | 38 | 23 | +15 |
|  | 4.   | Union Touarga        | 43 | 30 | 12 | 8  | 10 | 36 | 33 | +3  |
|  | 5.   | Olympique Safi       | 41 | 30 | 11 | 11 | 8  | 29 | 26 | +3  |
|  | 6.   | Wydad Casablanca     | 41 | 30 | 12 | 8  | 10 | 31 | 27 | +4  |
|  | 7.   | FUS Rabat            | 43 | 30 | 11 | 10 | 9  | 32 | 28 | +4  |
|  | 8.   | Renaissance Zemamra  | 37 | 30 | 11 | 7  | 12 | 35 | 35 | 0   |
|  | 9.   | Moghreb Tétouan      | 35 | 30 | 7  | 14 | 9  | 27 | 28 | -1  |
|  | 10.  | Hassania Agadir      | 34 | 30 | 8  | 11 | 11 | 35 | 43 | -8  |
|  | 11.  | Maghreb Fès          | 34 | 30 | 8  | 10 | 12 | 34 | 35 | -1  |
|  | 12.  | IR Tanger            | 32 | 30 | 7  | 12 | 11 | 29 | 38 | -9  |
|  | 13.  | Jeunesse Soualem     | 27 | 30 | 8  | 6  | 16 | 31 | 46 | -15 |
|  | 14.  | Chabab Mohammedia    | 24 | 30 | 6  | 7  | 17 | 19 | 40 | -21 |
|  | 15.  | Mouloudia Oujda      | 25 | 30 | 5  | 10 | 15 | 20 | 46 | -26 |
|  | 16.  | Youssoufia Berrechid | 20 | 30 | 4  | 8  | 18 | 21 | 49 | -28 |

Legenda:
      Qualificate alla CAF Champions League 2024-2025
      Qualificata alla Coppa della Confederazione CAF 2024-2025
      Retrocesse in Botola 2.